# Hadzsar-hegység
A Hadzsar-hegység (arabul:  جبال الحجر   [Dzsibal al-Hadzsar]) az Arab-félsziget délkeleti partján, az Ománi-öböllel párhuzamosan futó hegylánc. Ománi-hegység néven szintén ismert. Omán és az Egyesült Arab Emírségek ÉK-i részén húzódik, a Rab-el-Hálitól keletre. A Muszandam-félszigeten annak gerincét alkotja. 
Neve (al-Hadzsar = a szikla) „sziklás hegységet” jelent.
Legmagasabb pontja a kb. 3000 méter magas Dzsebel-Samsz csúcs. A Szumail-hasadék választja el a Nyugat-Hadzsart a Keleti-Hadzsar-hegységtől. Ez a hasadék az egyik fő útvonal a hegységen át a tengerpart (Maszkat) és a belső területek között. 
Az Ománi-öböl felé meredeken szakad le, míg menedékesen ereszkedik a belső területek felé. Nagy része sivatag, de a középpontjában a magasabb régiókban akár 300-400 mm évi csapadék is lehet, ahol bokrok és fák is megjelennek és mezőgazdasági termelés is lehetséges. Itt teraszos földművelés és gyümölcstermesztés folyik: gránátalma, kajszibarack, őszibarack, dió. Ez a terület a Dzsebel Ahdar (arabul  الجبل الأخضر  [al-Ǧabal al-Aḫḍar]), vagyis a Zöld-hegy. A Dzsebel Ahdar alatt húzódik a Rusztak-oázis, amelyben számos falu és több vízfolyás van. 

## Képek

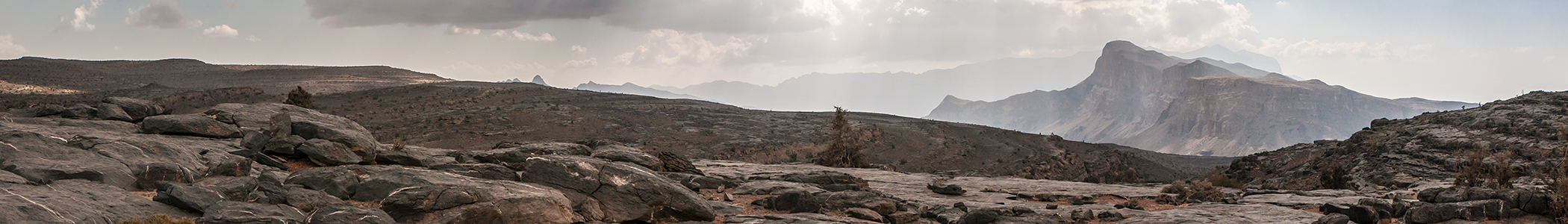
A Hadzsar

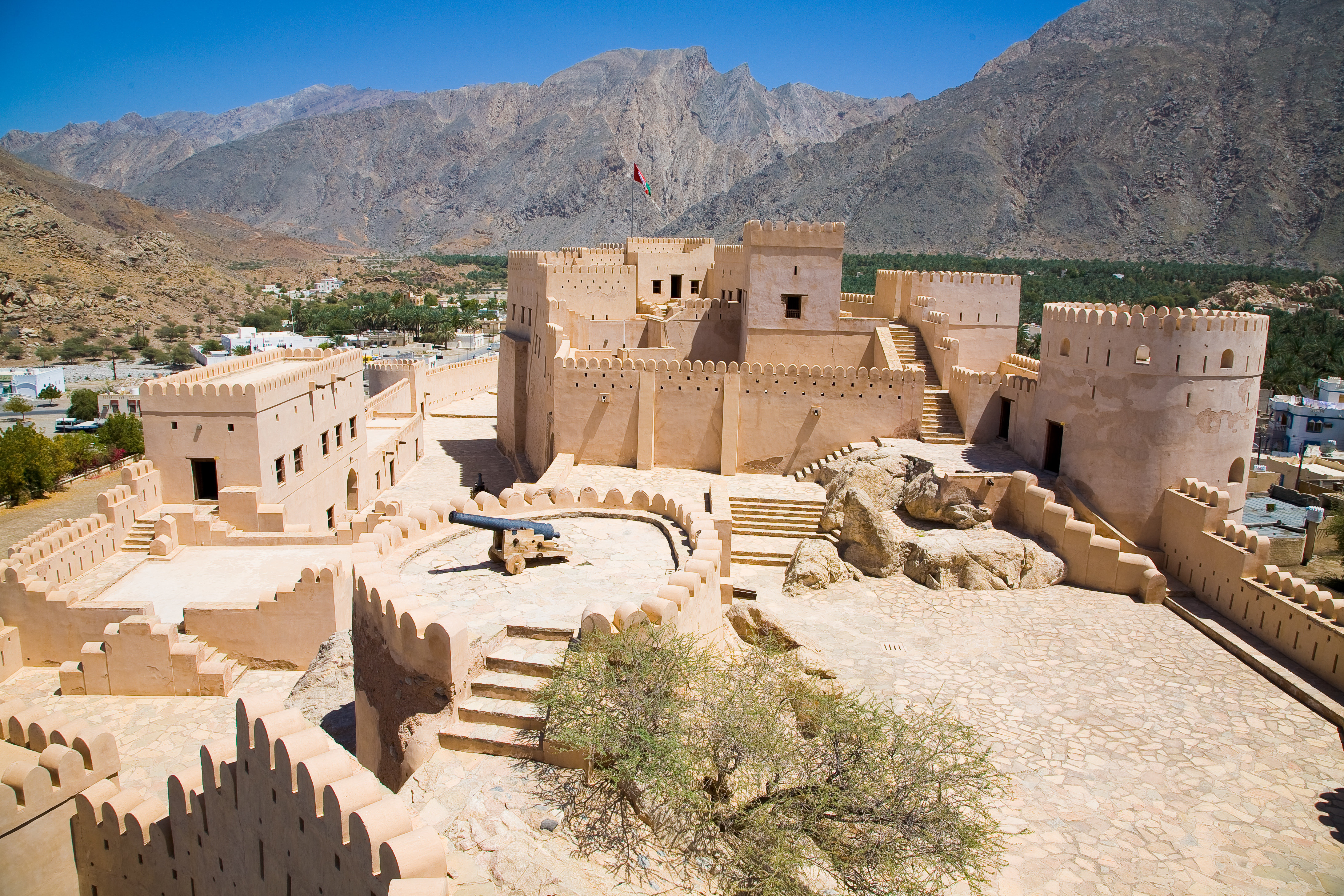
Nakhal erőd
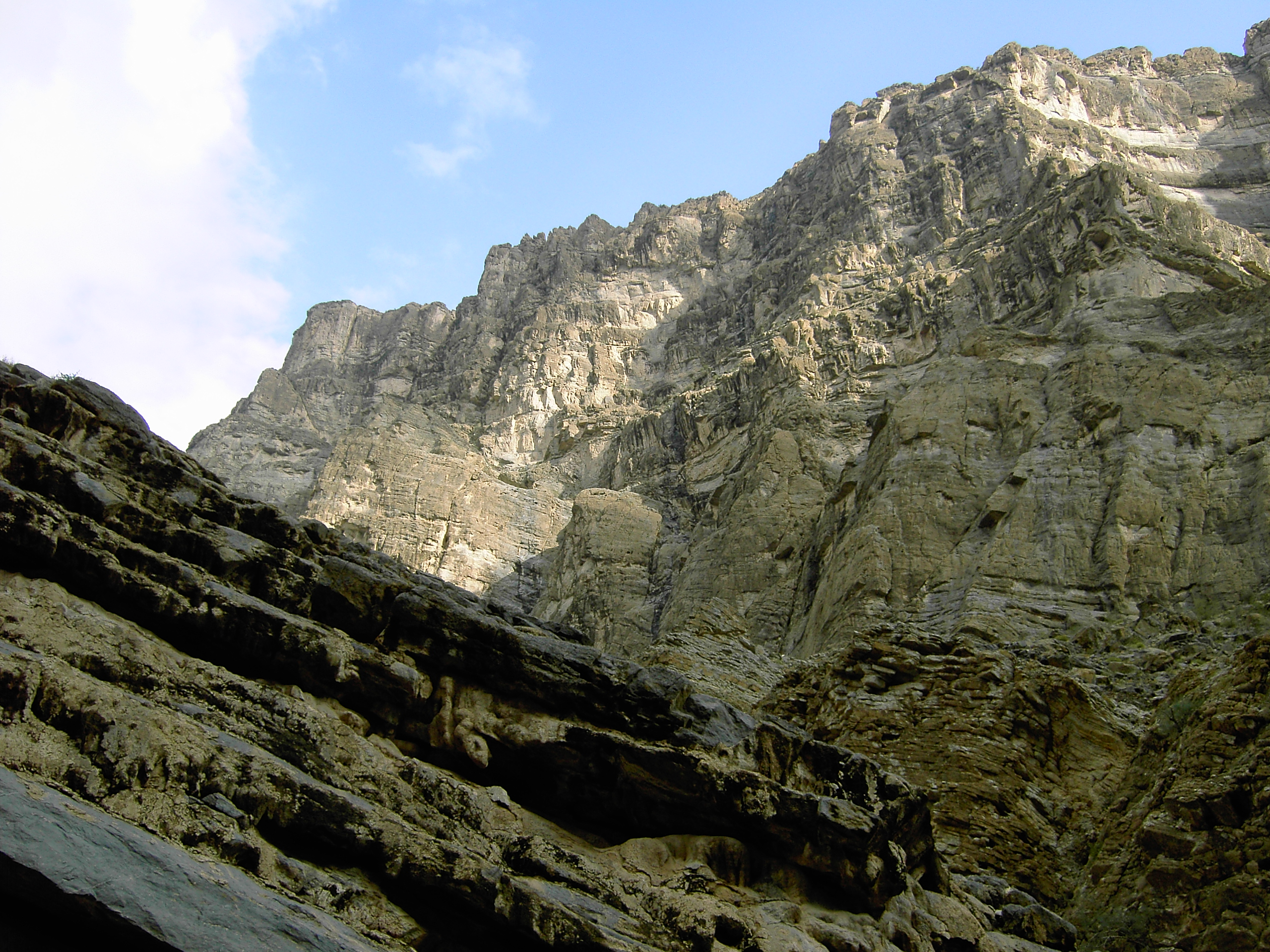
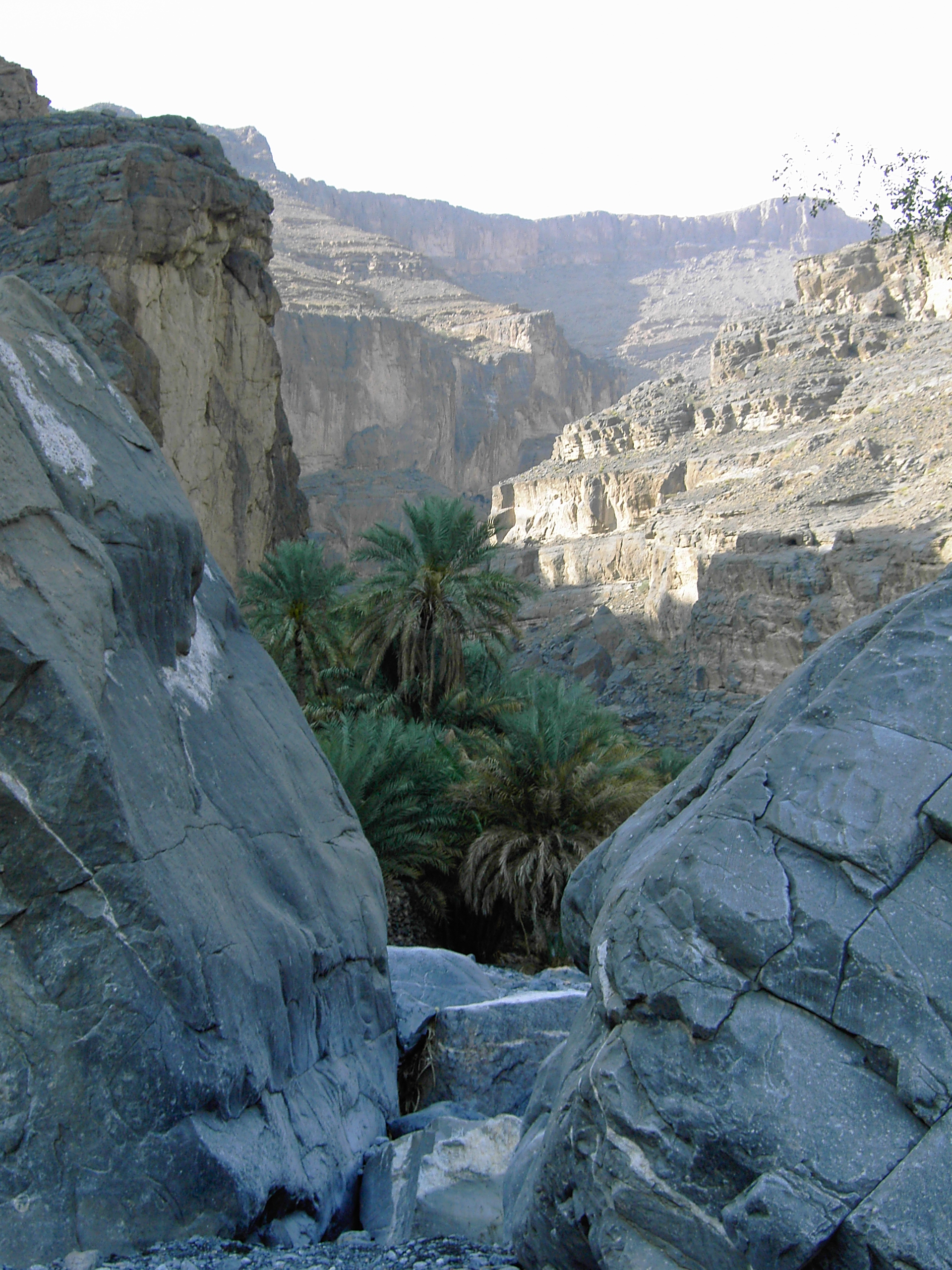
Ghul vádi
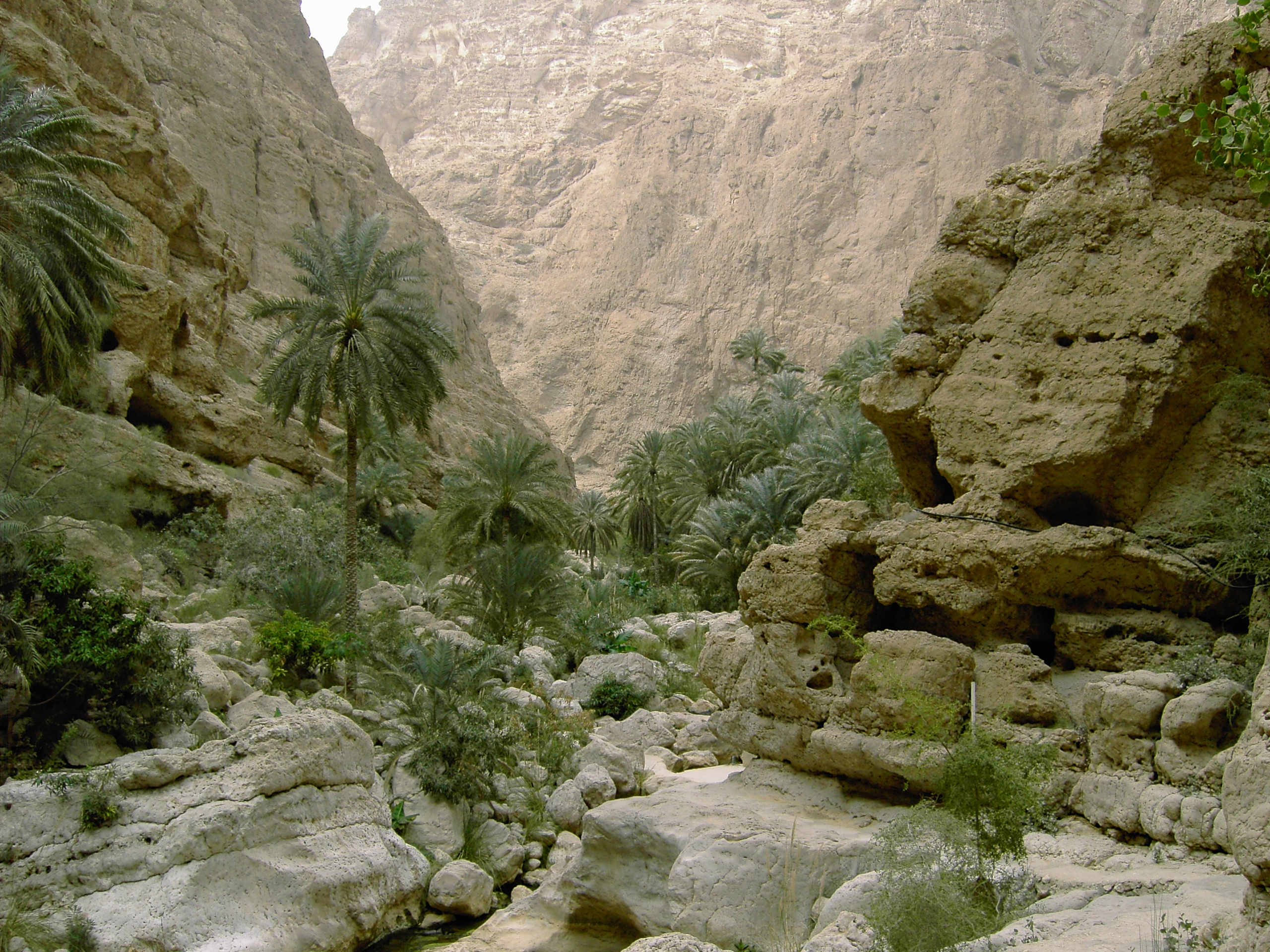
Shaab vádi
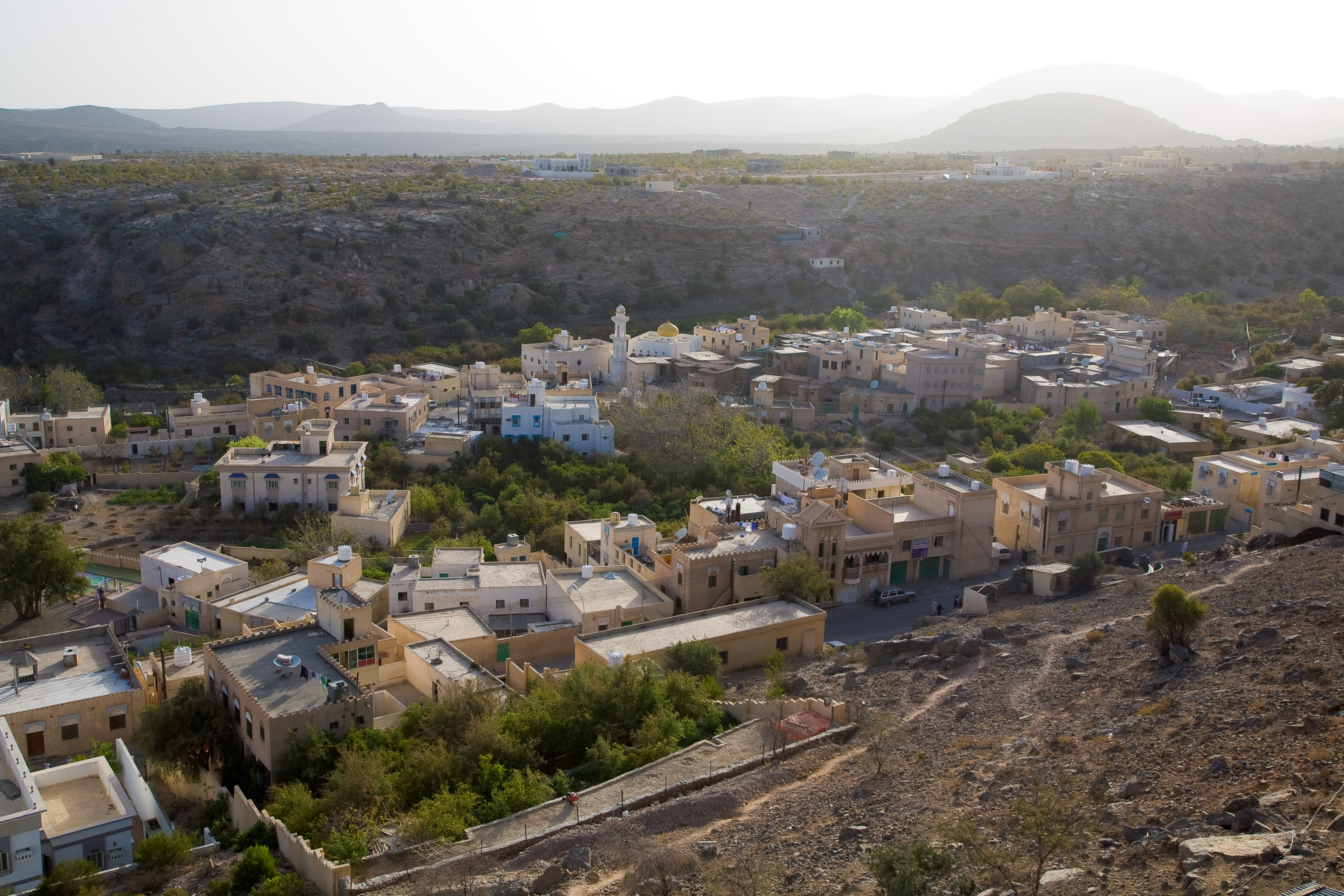
Dzsebel Akhdar, Omán
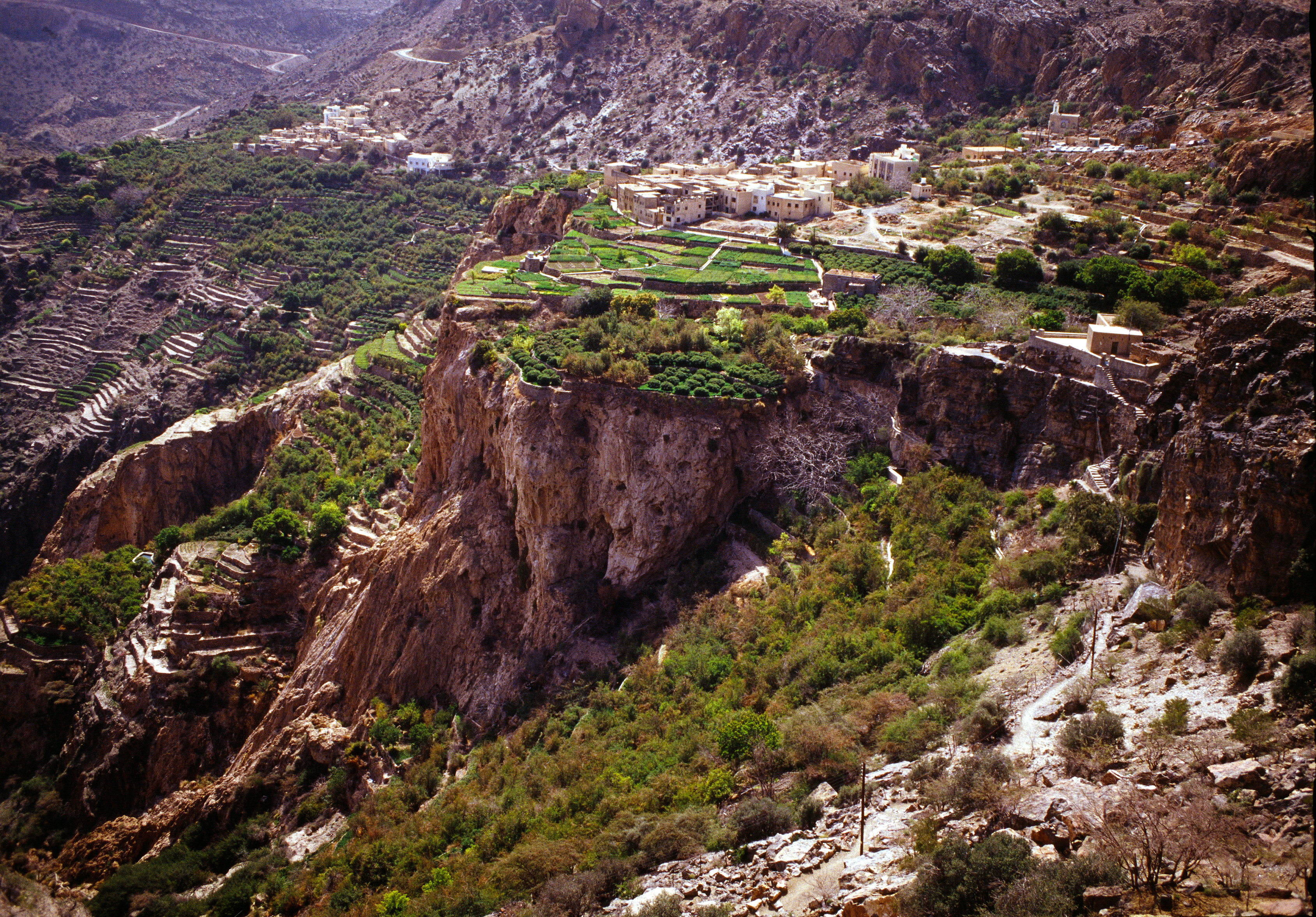
Teraszos kertek Dzsebel Akhdarban